# Beaumontia
Beaumontia é um género botânico pertencente à família Apocynaceae. Contém 27 espécies
. É originário das regiões propicais da Ásia, principalmente do sul da China)..